# 楊天命
楊天命（英語：Alion Yeo Tin Ming，1964年12月2日—），原名姚偉豪，是香港一位玄學、卜卦、八字及姓名研究者，又稱香港堪輿學家，曾任香港有線電視娛樂台主持人，及出席各類大小香港電視台節目。

## 簡歷
楊天命自小在華富邨長大，曾就讀廣悅堂基悅小學，畢業於聖公會聖馬利亞堂莫慶堯中學。中學畢業後在影樓當攝影助理，之後又當過插花師，替酒店做布置。1991年，開始跟隨蘇民峰學習風水命理。後來，他自行創業開設花店，兼在店內替熟客算命。
1992年，楊天命移民加拿大，在當地認識世界佛教會的主持馮公夏，並拜師入門向對方學習占卦術。1993年起替加拿大華人雜誌《家居置業》寫關於風水的專欄，因其命格屬木，「昜」又和易經的「易」字相似，個人又喜歡李天命，故起了筆名「楊天命」。
2000年，楊天命回流香港，在鄭丹瑞的介紹下在電台做節目講風水，始令知名度上升。

## 家庭
楊天命已婚，太太與兩名兒子在溫哥華定居。

## 外部連結
- （繁體中文）楊天命顧問有限公司 （页面存档备份，存于）